# Sarmizegetusa Regia
Sarmizegetusa Regia (en romanès reședință regală) va ser la capital i el centre militar, religiós i polític més important de l'estat daci abans de les guerres amb l'Imperi Romà al segle ii aC.
Va ser el nucli d'un sistema de defensa estratègica que consisteix en sis fortaleses dàcies a les muntanyes Orăștiei i que va utilitzar Decèbal per a la defensa contra la conquesta romana. El jaciment arqueològic de Sarmizegetusa es troba al poble de Grădiștea Muncelului, al comtat de Hunedoara.
El topònim Sarmizegetusa significa residència reial i va aparèixer en inscripcions i autors antics (fins al segle VII) i en altres variants (amb inscripcions en hel·lènic i llatí): Zarmizeghéthousa, Sarmireg, Sarmizge, colònia Ulpia Traiana Augusta Dacica) Zarmitz, Sarmazege, Sarmizege etc. El nom pot ser daci, però només s’ha conservat en diverses formes fonètiques de les llengües grega i llatina.
Després de la conquesta de Dàcia i la seva incorporació a l'Imperi Romà, la capital es va traslladar a Ulpia Traiana (Sarmizegetusa), situada a més de 40 km. Les ruïnes de la fortalesa dàcia Sarmizegetusa Regia han estat incloses a la llista del patrimoni mundial de la UNESCO.

## Etimologia
No es coneix amb certesa la pronunciació de la llengua dacia ni el significat de la paraula. Tant Constantin Daicoviciu a l’obra Ulpia Traiana com Liviu Mărghitan a la civilització geto- daca presenten la teoria del professor Ioan I. Russu (a The Thracian-Dacian Language, cap. 5) que diu que el nom està compost per dos elements bàsics: zermi (roca, alçada) i zeget (palissada, fortalesa), de l’indoeuropeu * gegh- “branca, pilar (per a palissada)”, acabant en un determinant i que significa “Fortalesa a la roca”, “Fortalesa alta ”,“ Fortalesa Palisade (construïda) sobre alçada (o roca)”. Com que Sarmizegetusa no era originalment una fortificació militar, sinó un assentament religiós i civil, l'etimologia s'ha de considerar amb algunes reserves. És possible que el nom fins i tot mostri la sacralitat d'aquest lloc o el fet que originalment fos una fortalesa reial.
Una altra teoria diu que el nom significaria: "assentament dels sàrmates i getes" a partir dels termes: sarmis et getusa en llatí Vasile Parvan va rebutjar aquesta hipòtesi, mostrant que els sàrmates van començar a entrar en territori gètic només després de l'època de Trajà. i que el nom de la capital era molt més antic. Parvan va proposar llegir Sarmiz-egetusa en el sentit de "Earmusa de Sarmos" o "Zarmos", mostrant que Zarmos / Zermos era un nom traci conegut i citat per l'investigador austríac (txec) Wilhelm Tomaschek, en l'obra estàndard Old Thracian, un estudi etnològic. L'opinió de Parvan va ser compartida pel científic trac búlgar Dimitar Decev, que va comparar els noms de persones de Lícia Zermounsis, Ro-zarmas, Ia-zarmas, Troko-zarmas i la versió tracia basada en Zermos, Xermo. -sígestos sau Zermo-sígestos.
Tomaschek havia proposat en aquella obra des del seg. Lectura del segle xix de Zermi-zegétousa, la primera part la compara amb el sànscrit harmyá “fogar; llar de foc; família" i la paraula armenia zarm (i) "família suboles". El significat final que Tomaschek va concloure és que volia dir "la casa de la nació (gètica)". Aquests i altres intents d’esbrinar el significat del topònim Sarmizegetusa han generat teories que només queden a l'etapa de les hipòtesis.

## Descripció

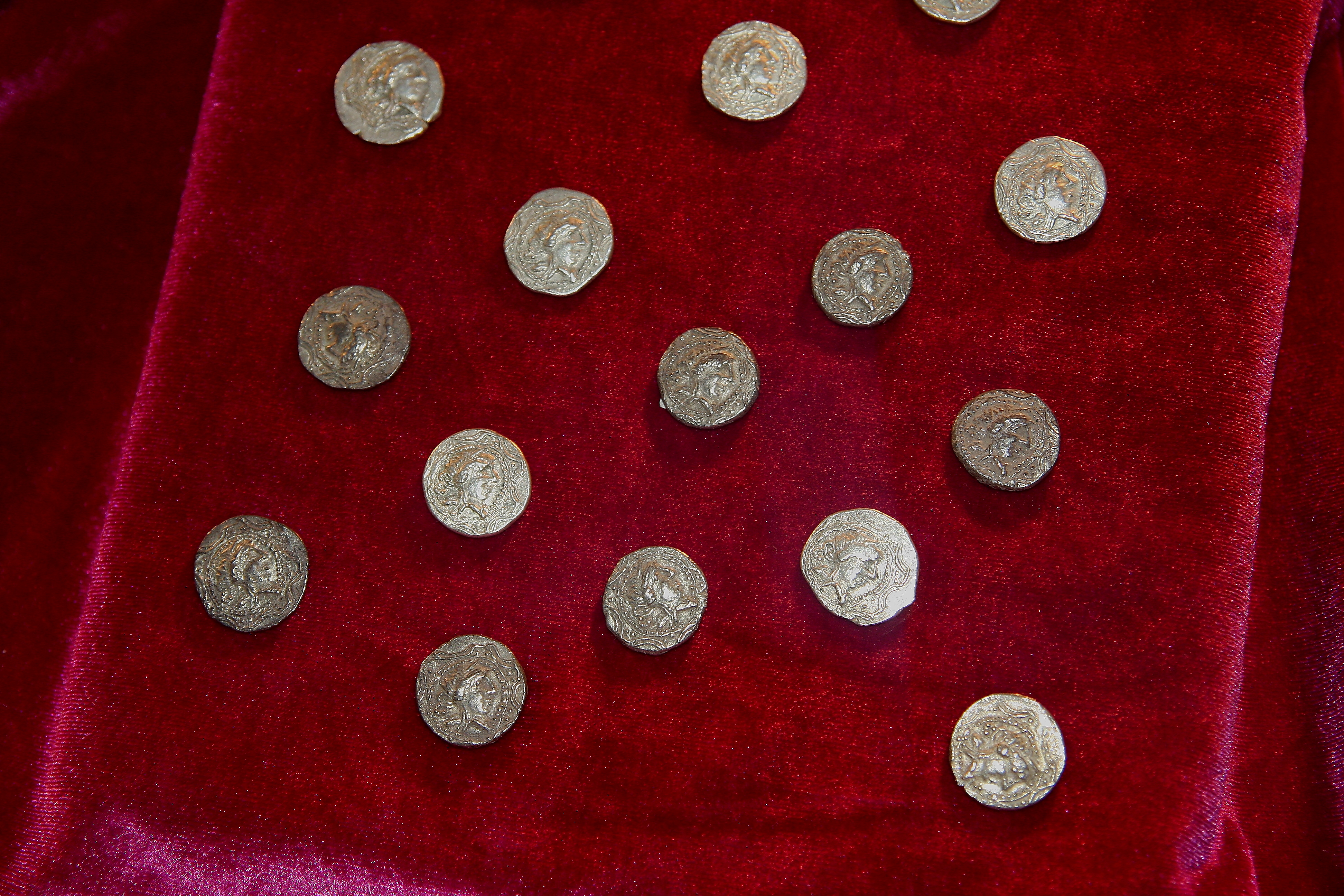
Monedes dàcies del tipus Koson

La fortalesa del turó de Grădiștei és la més gran de les fortificacions dacies. Situada al cim d’una roca, a 1.200 metres d’altitud, la fortalesa era el centre estratègic del sistema defensiu daci a les muntanyes Orăștiei i incloïa sis ciutadelles.
La fortalesa, un quadrangle format per blocs massius de pedra (murus dacicus), es va construir en cinc terrasses, amb una superfície d’uns 30.000 m². Sarmizegetusa també contenia una zona sagrada. Entre els més importants i grans santuaris circulars dacis hi ha el calendari circular.
La muralla de la fortalesa tenia 3 m de gruix i uns 4-5 m d’alçada quan es va acabar la construcció. Com que la muralla que tanca una superfície d’unes 3 ha està construïda de manera que respecta les vores de l’alçada, la fortalesa té una configuració més inusual, d’hexàgon amb els costats desiguals. Molt a prop, a l'oest, es troba en una zona de 3 km, un gran assentament civil, on es poden veure moltes cases, tallers, magatzems, graners, dipòsits d’aigua.
A 100 metres a l'est, prop de la porta de la fortalesa, des del mateix punt cardinal, hi ha els santuaris, que tenen formes i mides diverses. Els santuaris estaven situats en una terrassa, que havia estat connectada amb l'esmentada porta per una carretera asfaltada. No se sap si hi havia set o vuit santuaris quadrilàters, perquè van ser destruïts pels romans durant les hostilitats i no es pot avaluar si hi havia un sol santuari gran o dos més petits construïts molt a prop. Només hi ha dos santuaris circulars. També es fa notar el paviment d’andesita en forma de sol amb raigs composts de segments circulars. Els petits objectes trobats a Grădiștea Muncelului són de diferents formes i mides. Destaquen un vaixell amb una inscripció amb lletres de l’alfabet llatí, "DECEBALVS PER SCORILO", alguns blocs de pedra calcària amb lletres gregues i monedes d’or amb la inscripció "KOSON".
Els civils vivien a prop de la fortalesa, a les terrasses construïdes avall de la muntanya. La noblesa dacia tenia a les seves residències aigua, portada a través de canonades de ceràmica. L’inventari arqueològic trobat al lloc demostra que la societat dacia tenia un nivell de vida elevat.

## Apogeu i declivi

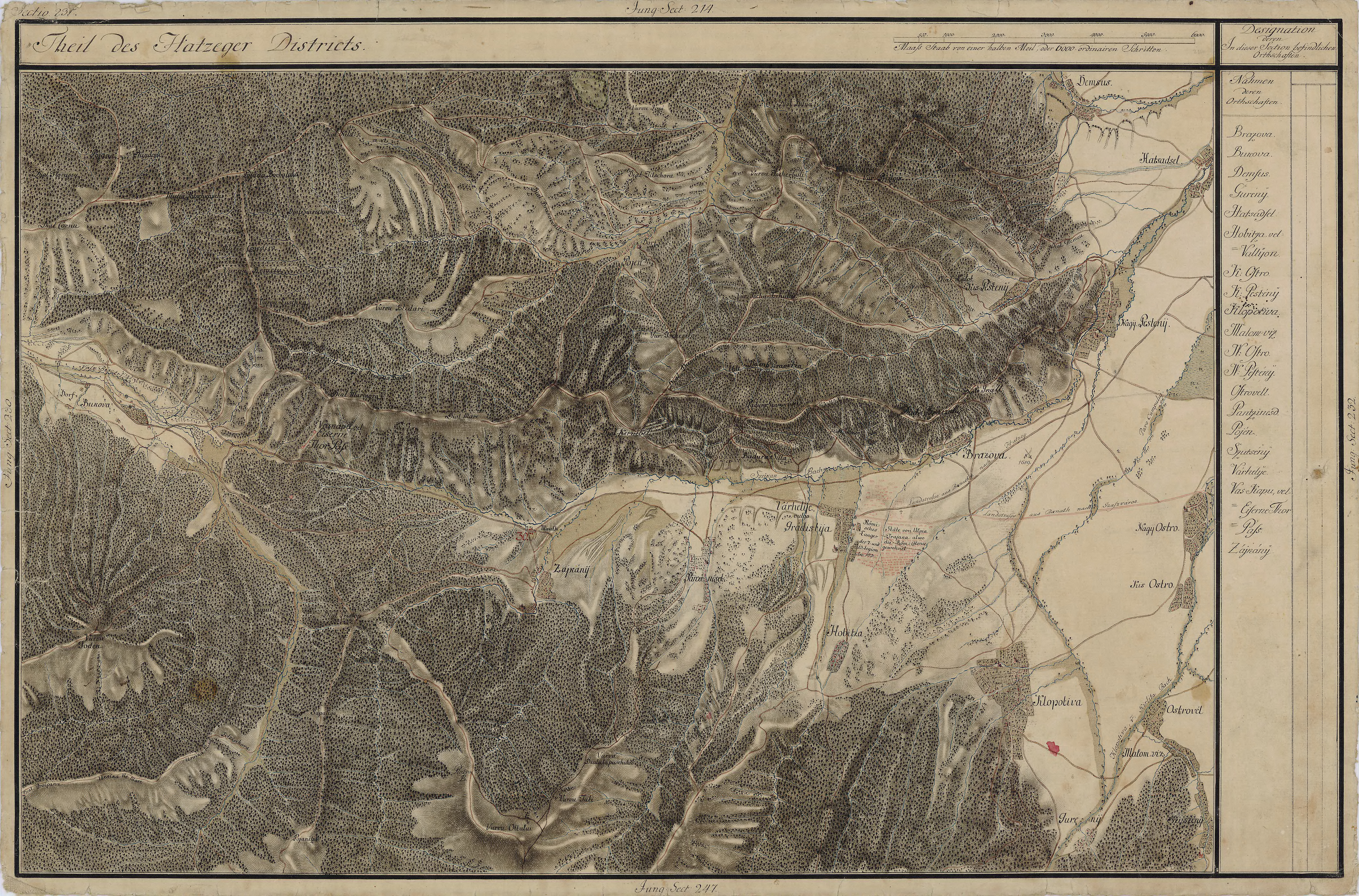
Ulpia Traiana Sarmizegetusa al mapa josefí de Transsilvània, 1769-1773

La capital de Dàcia va assolir el seu apogeu sota Decèbal, el rei daci derrotat per l'Imperi Romà durant el regnat de l'emperador Trajà. Després de la derrota dels dacis, els conqueridors hi van establir una guarnició militar i van començar a enderrocar la fortalesa. La nova capital romana, Colonia Ulpia Traiana Augusta Dacica Sarmizegetusa, es va construir a una distància de 40 km de Sarmizegetusa Regia. L'emperador Hadrià volia que la nova capital construïda per Trajà fos percebuda com a successora de la dacia, de manera que va afegir el nom de Sarmizegetusa. Avui, al lloc d'Ulpia Traiana, Sarmizegetusa es troba la localitat de Sarmizegetusa, del comtat de Hunedoara.

## Patrimoni Cultural de la UNESCO
Totes les 6 fortaleses (Sarmizegetusa Regia, Luncani - Piatra Roșie, Costești - Blidaru, Costești - Cetățuie, Căpâlna i Bănița) que van formar el sistema defensiu de Decebal, ara formen part del patrimoni cultural mundial de la UNESCO.
El 2011, els empleats d’una empresa van destruir part del solar de Dacian per construir un aparcament de 3.000 metres quadrats, posant el mur de la fortalesa en perill d’esfondrar-se en una longitud d’uns 30 metres. L'ordenació del pàrquing va ser pagada pel Consell Comarcal de Hunedoara, destinada als turistes que venien a visitar el lloc i es va fer sense l'aprovació o supervisió dels arqueòlegs.

## Galeria d'imatges

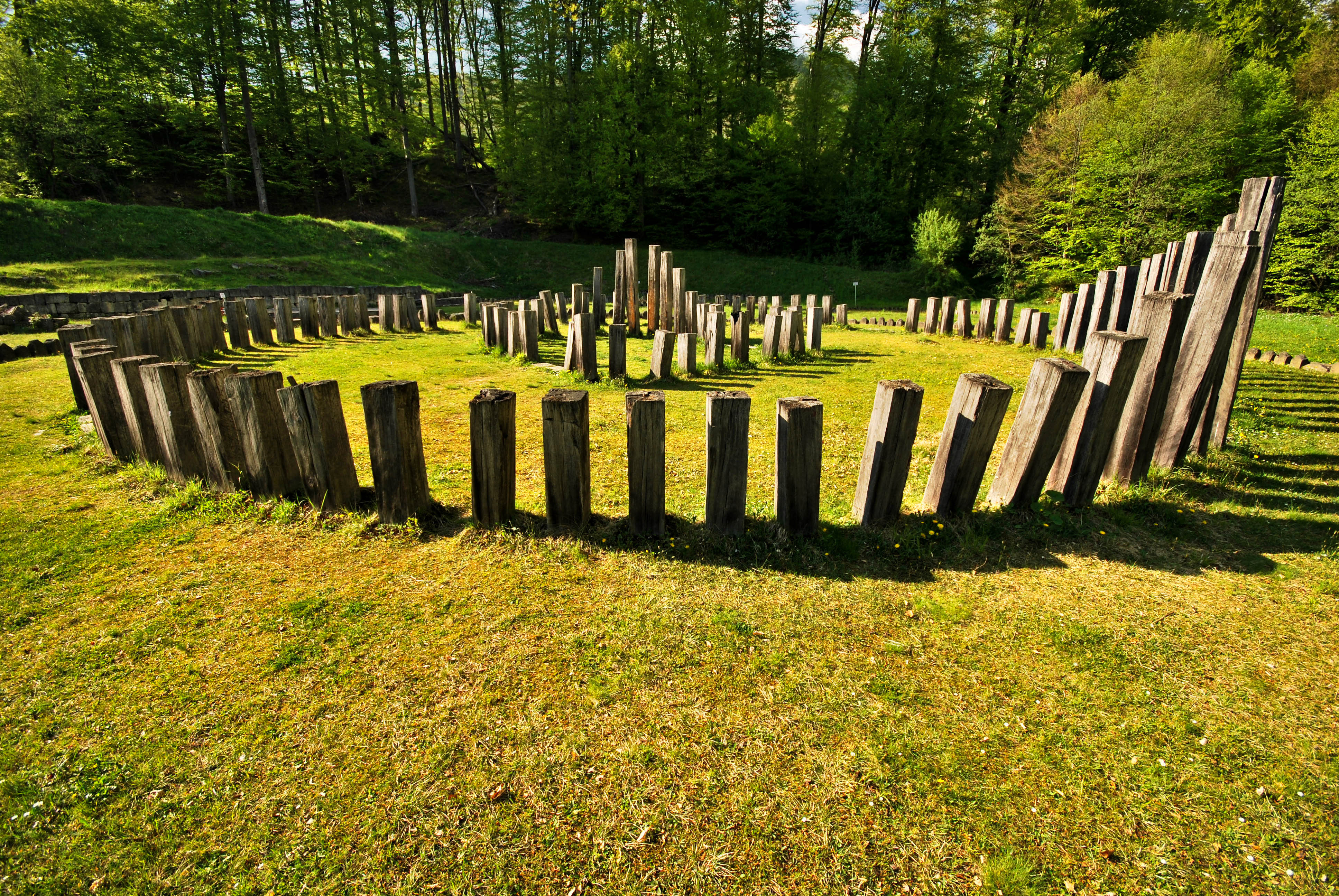
Sarmizegetusa Regia El santuari gran circular (Zona Sagrada)
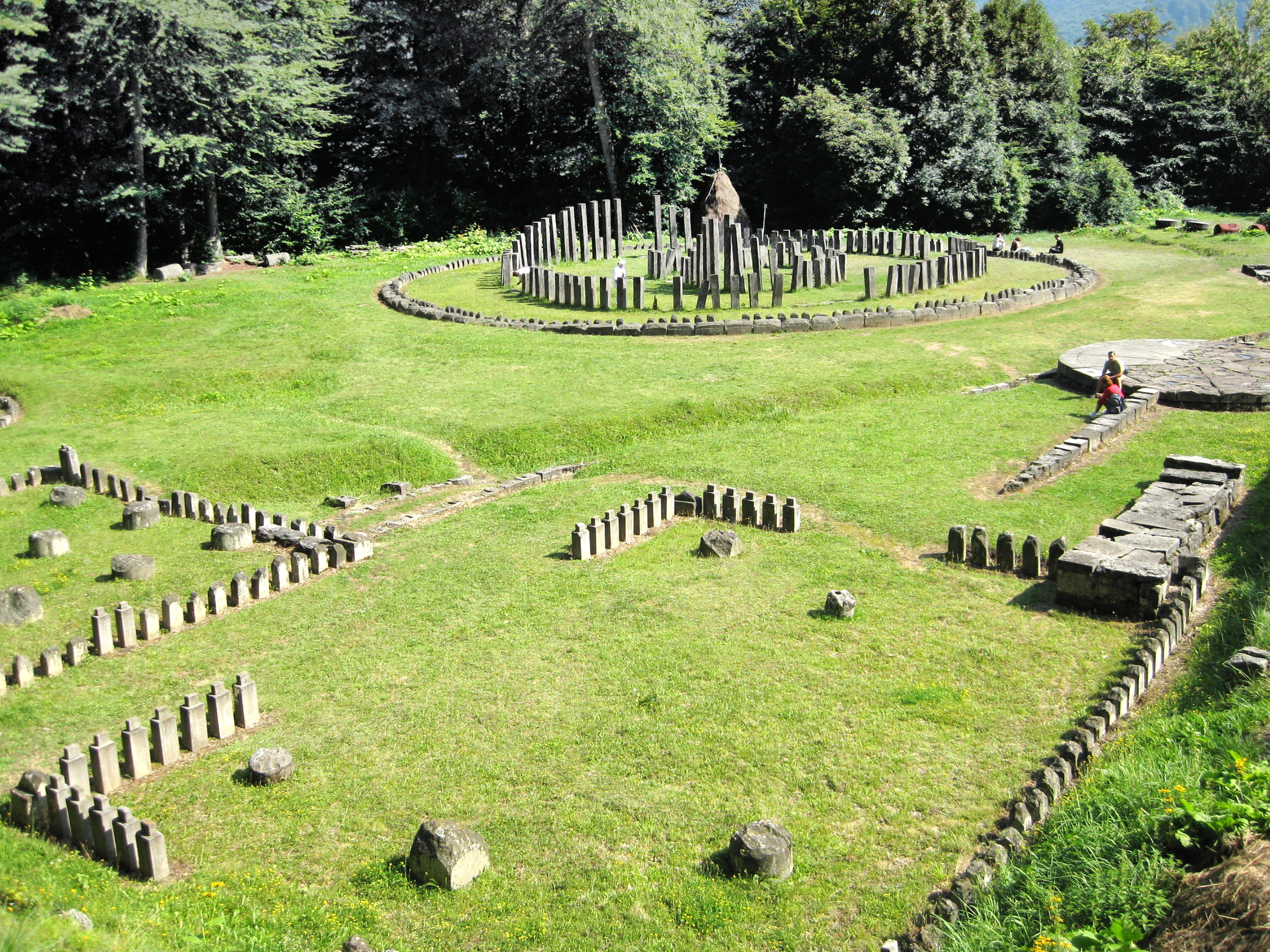
Sarmizegetusa Regia
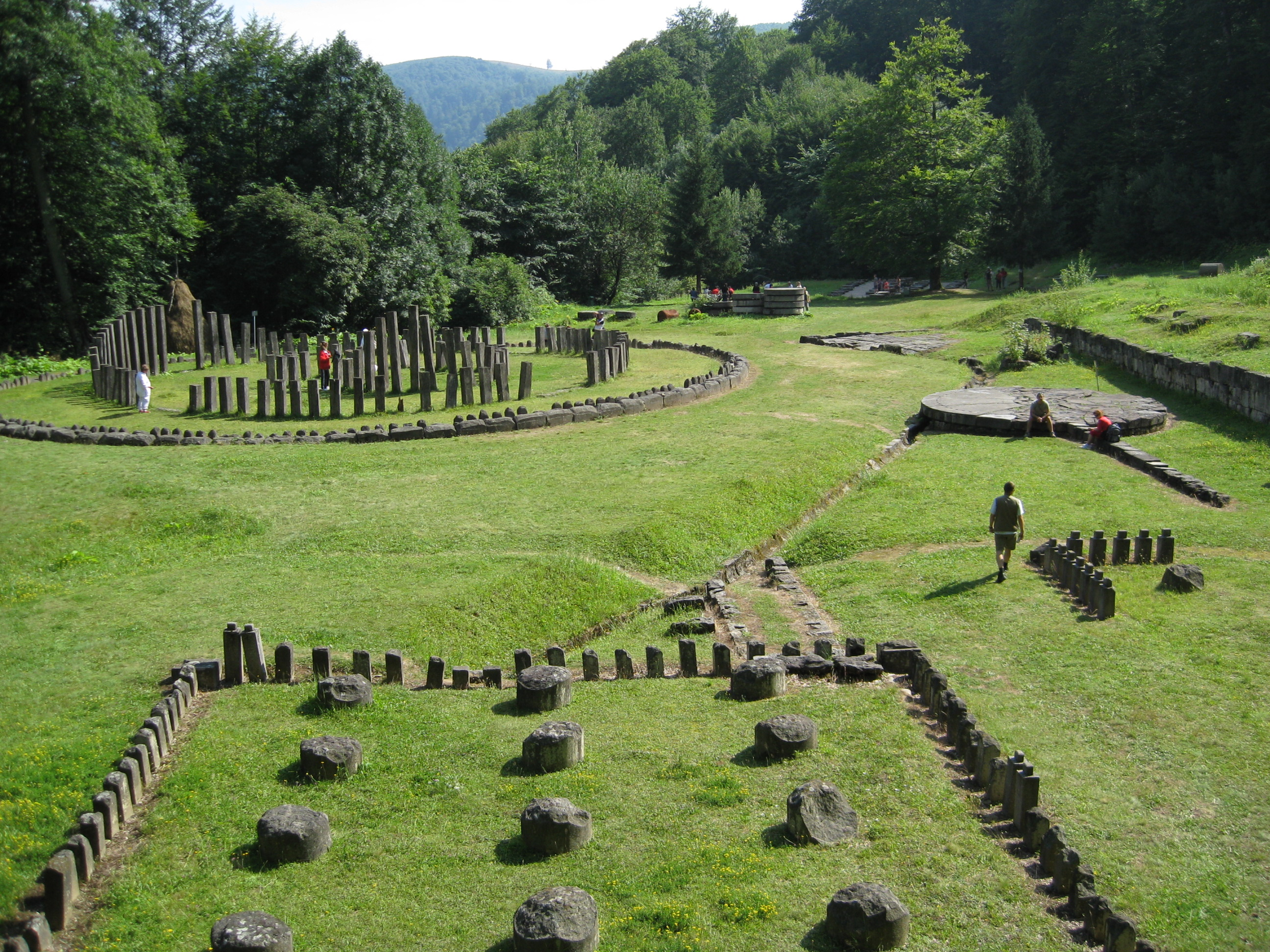
Santuari d'andesita, Sarmizegetusa Regia
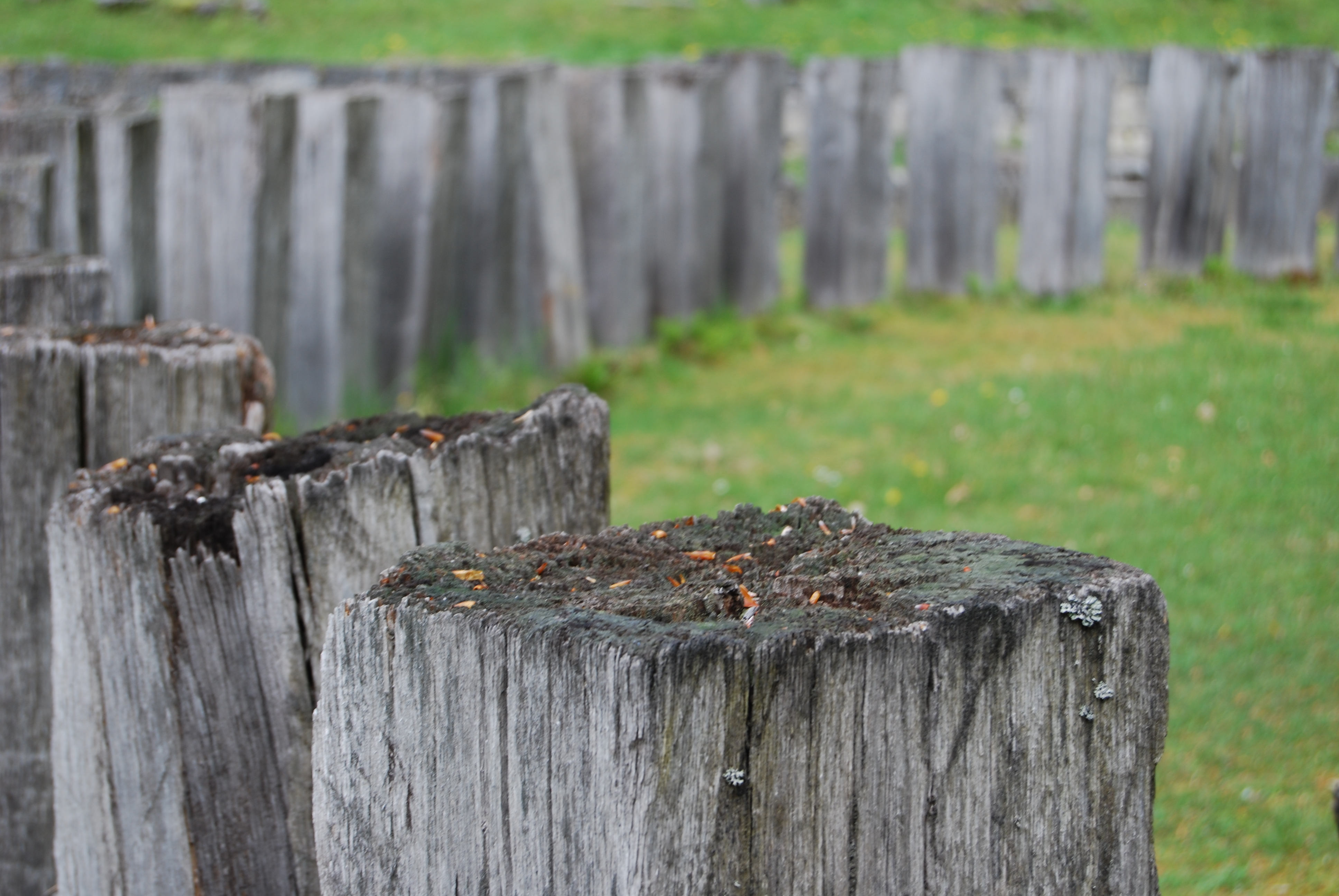
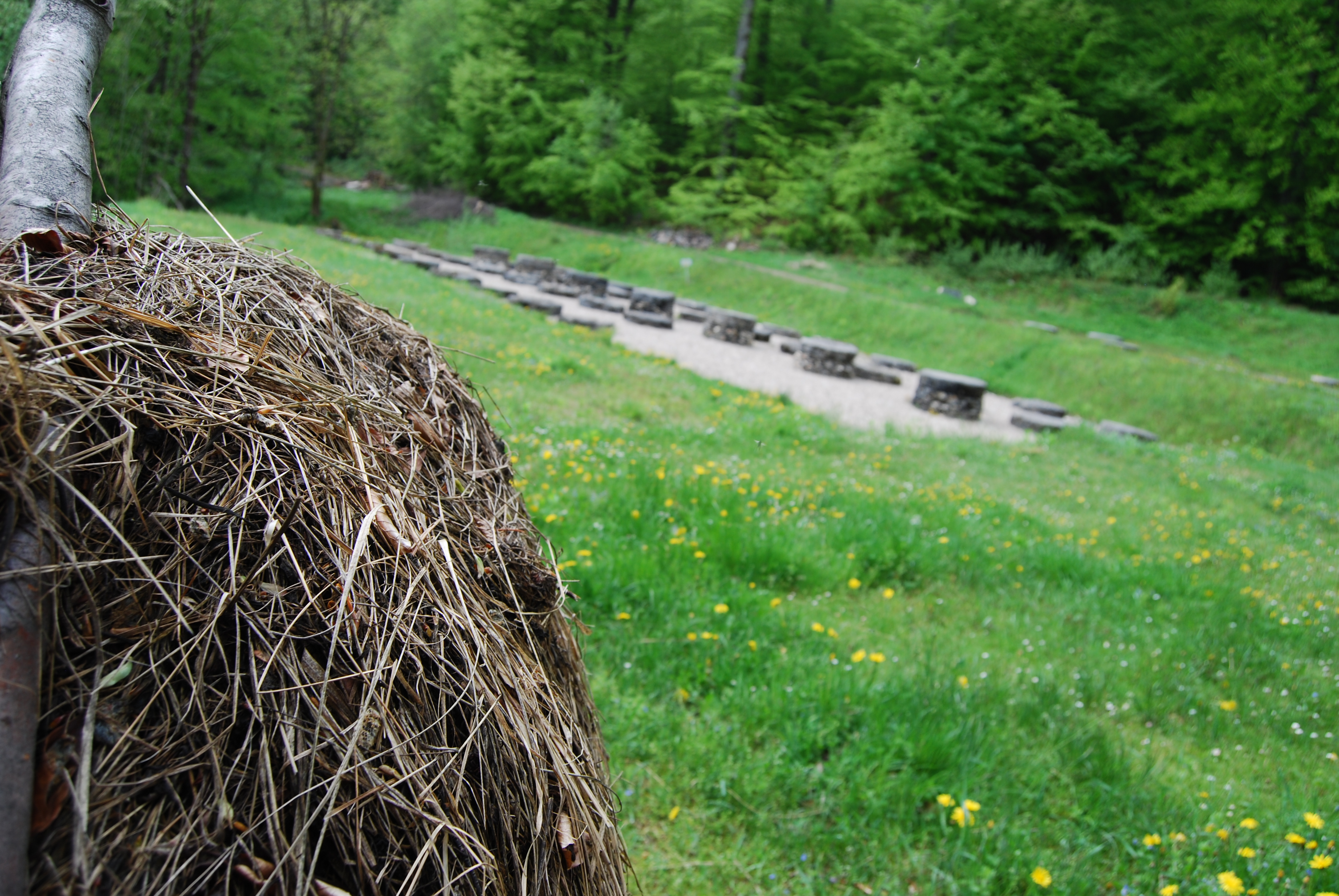
El gran santuari de pedra calcària, Sarmizegetusa Regia
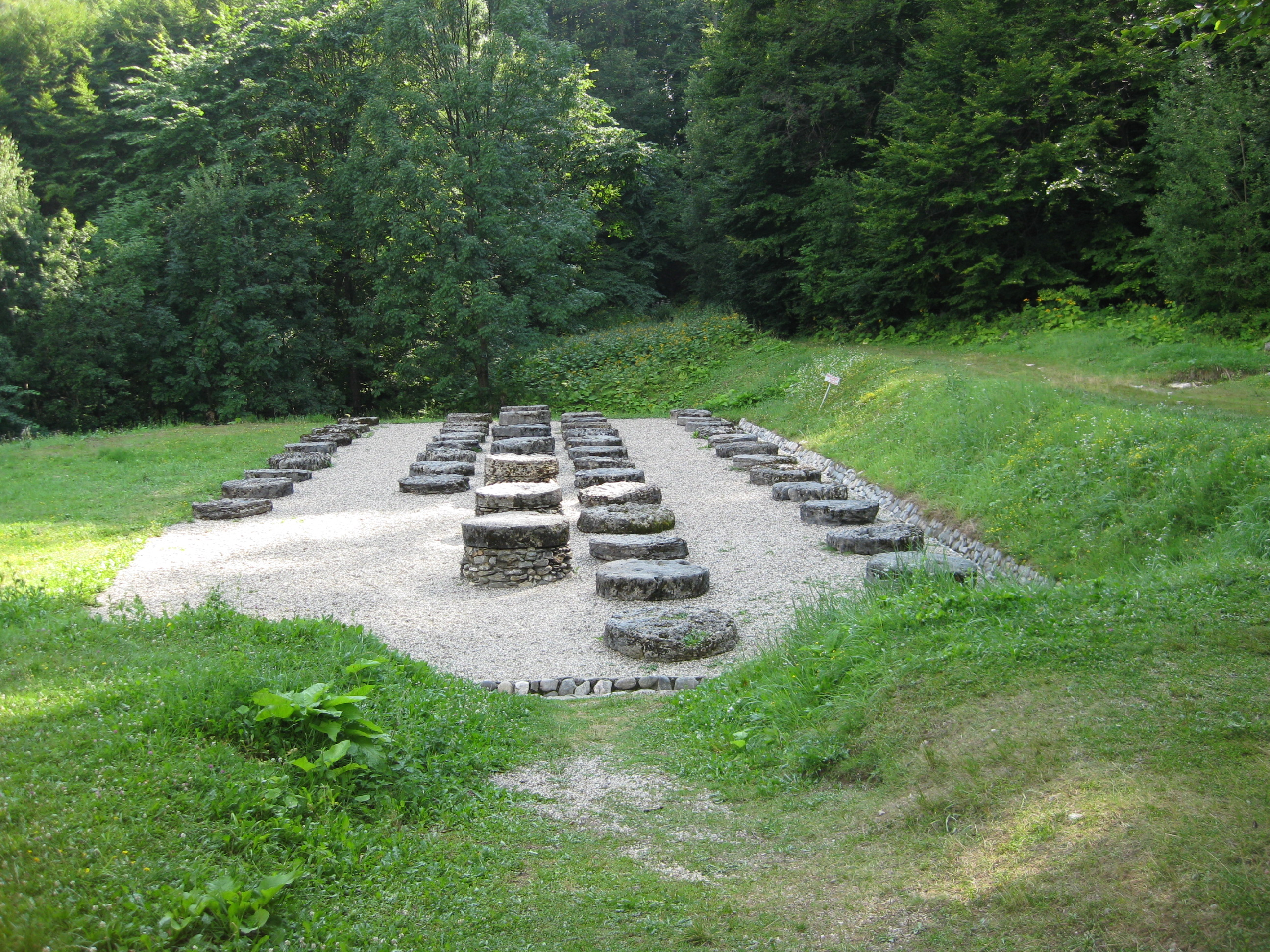
El gran santuari de pedra calcària, Sarmizegetusa Regia
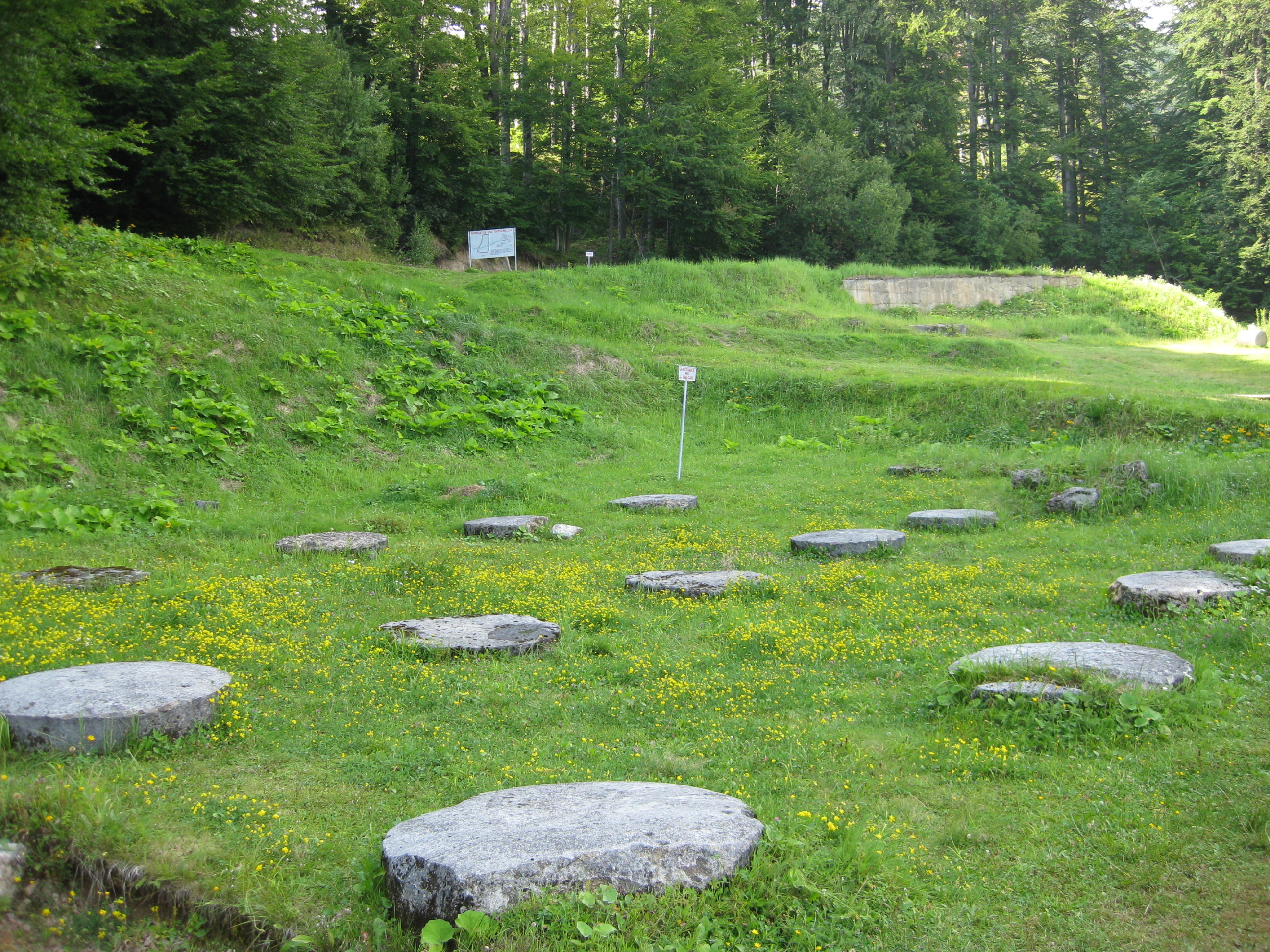
El petit santuari de pedra calcària, Sarmizegetusa Regia
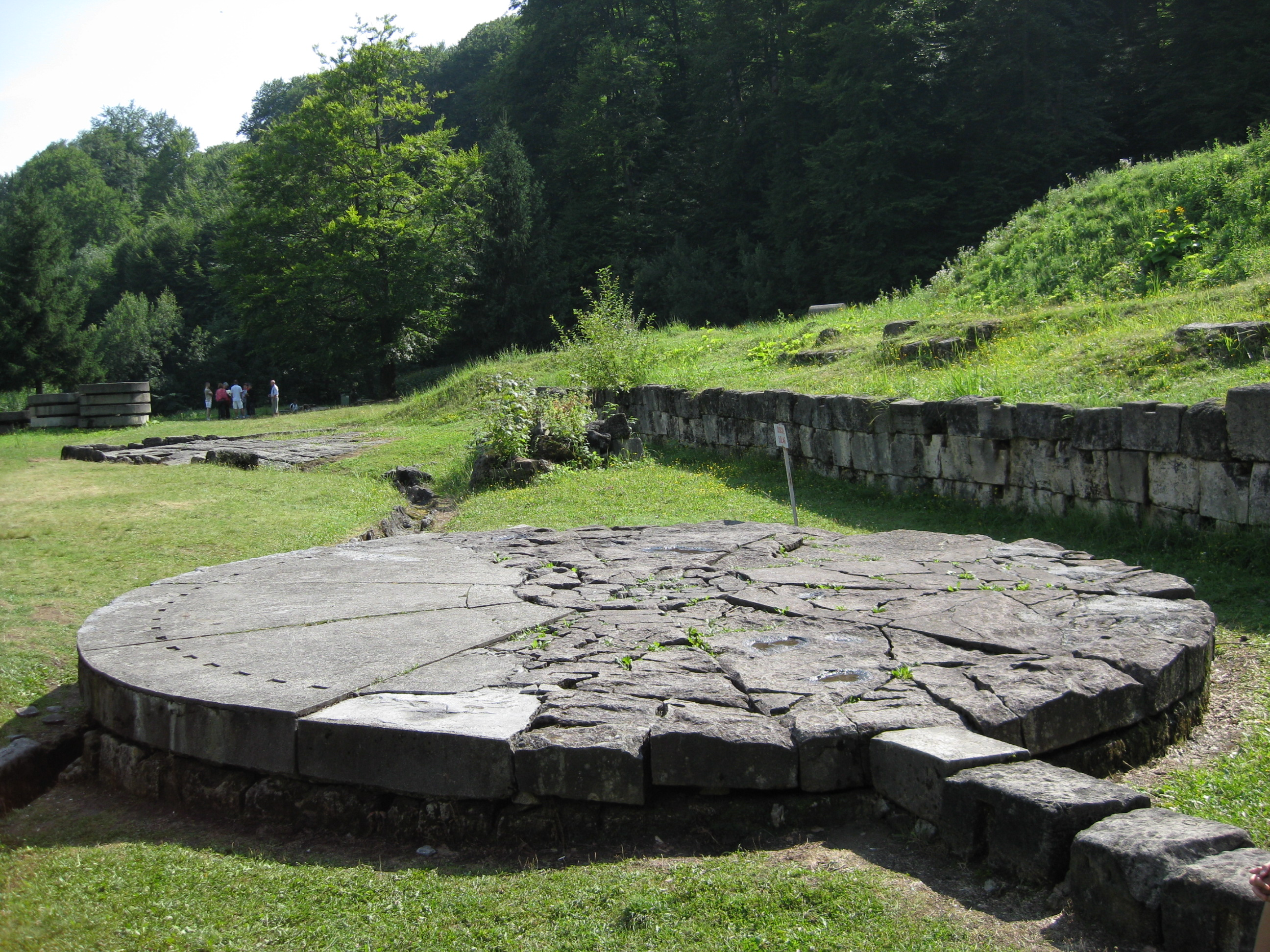
Disc solar, Sarmizegetusa Regia
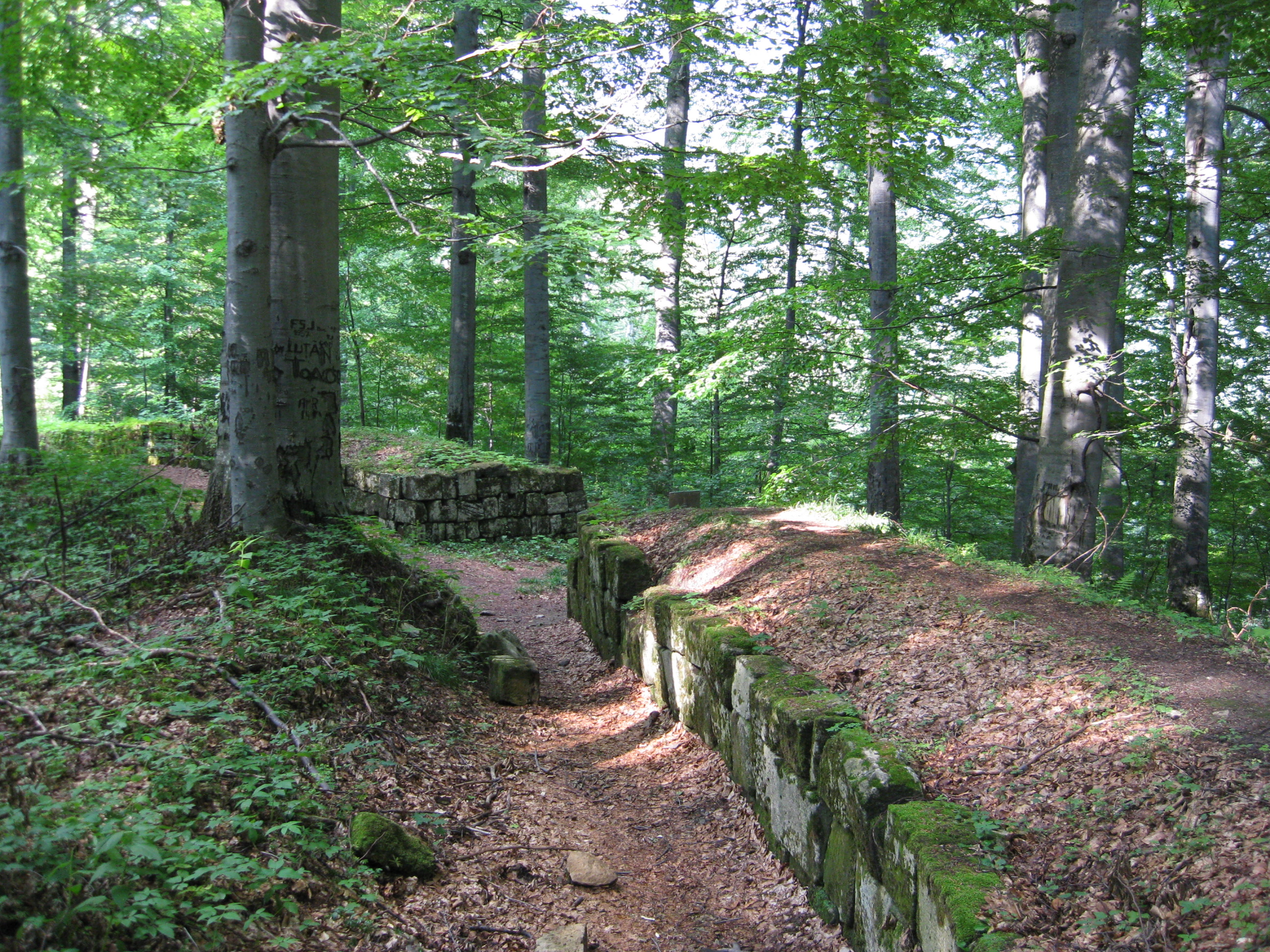
Murus dacicus, Sarmizegetusa Regia
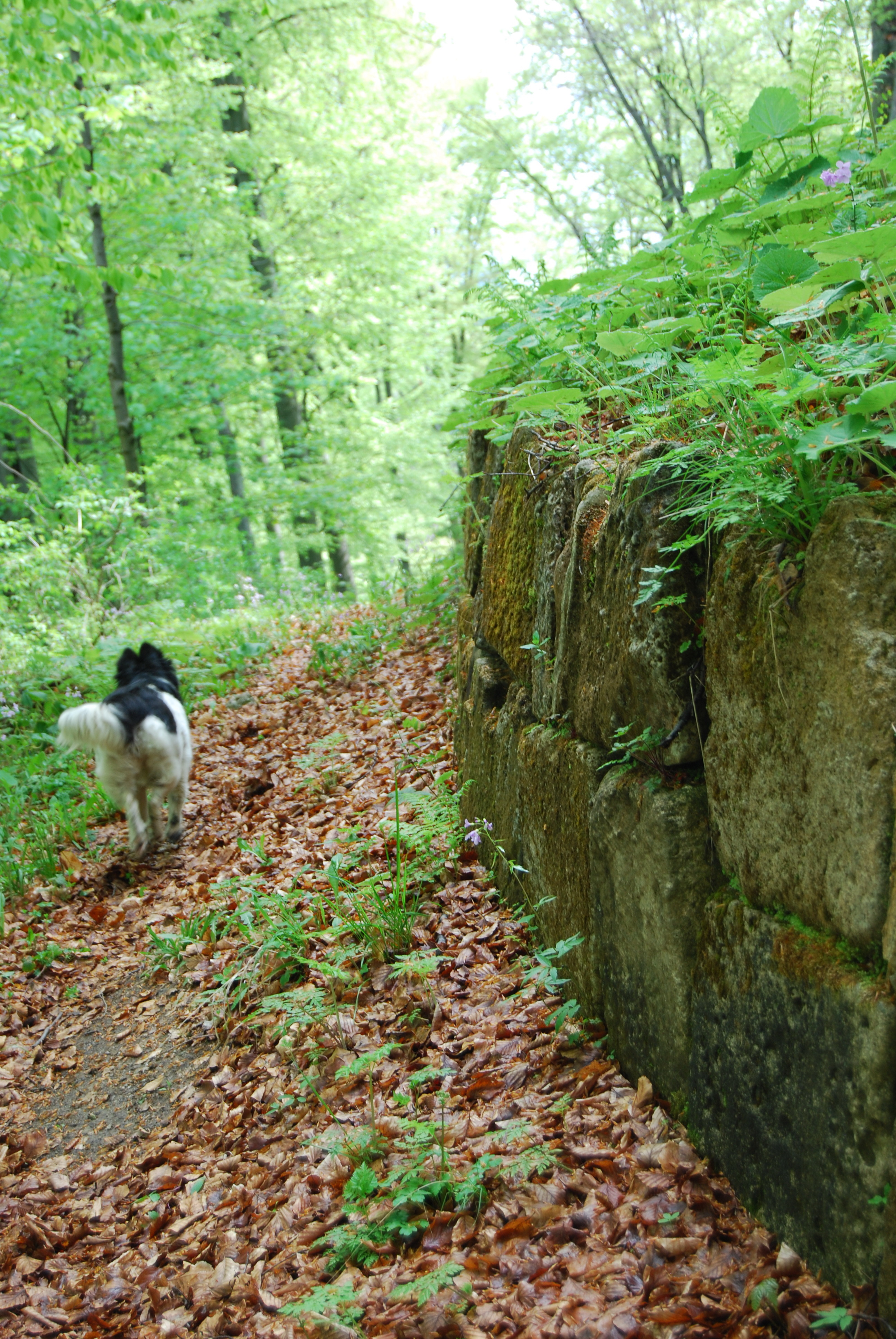
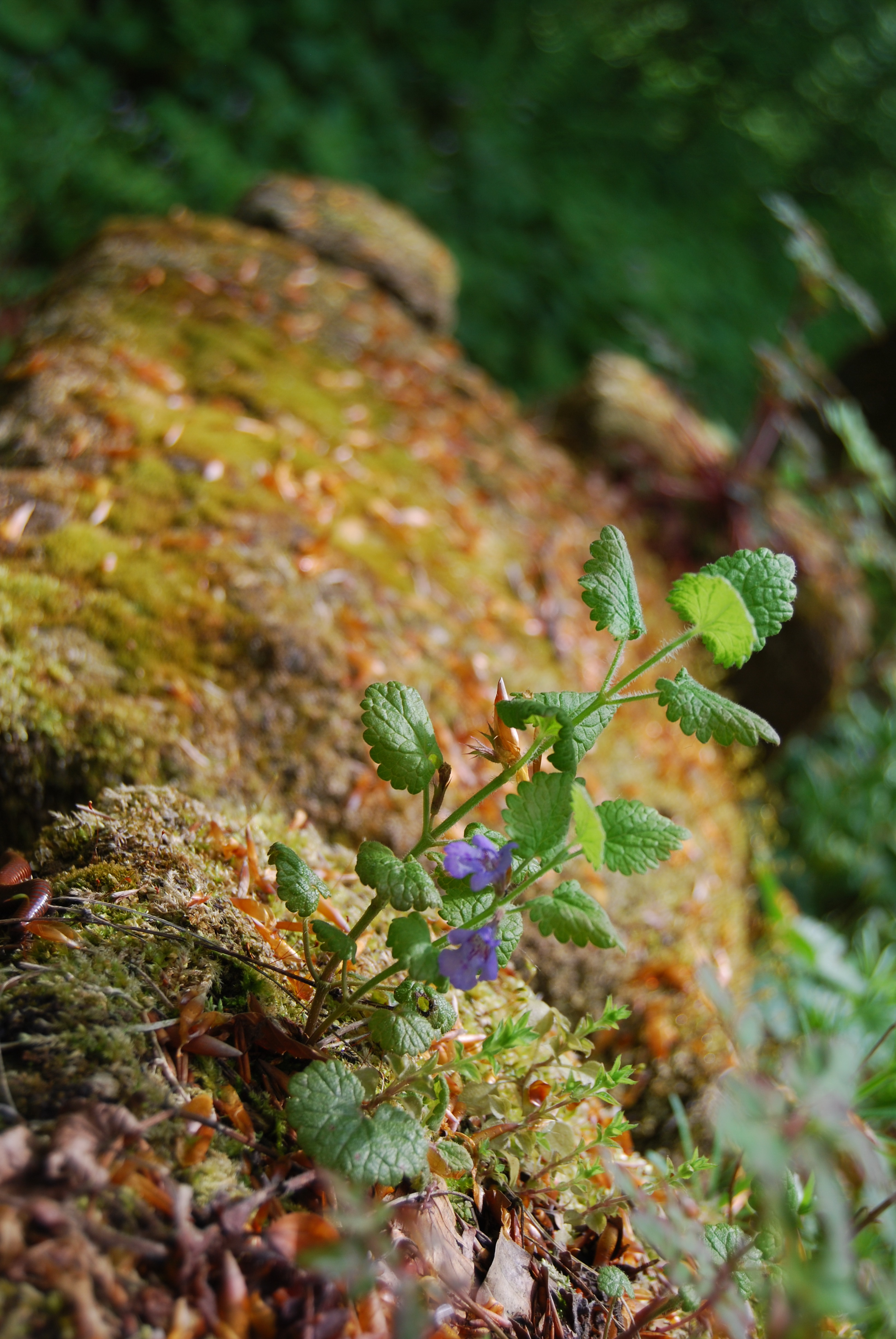
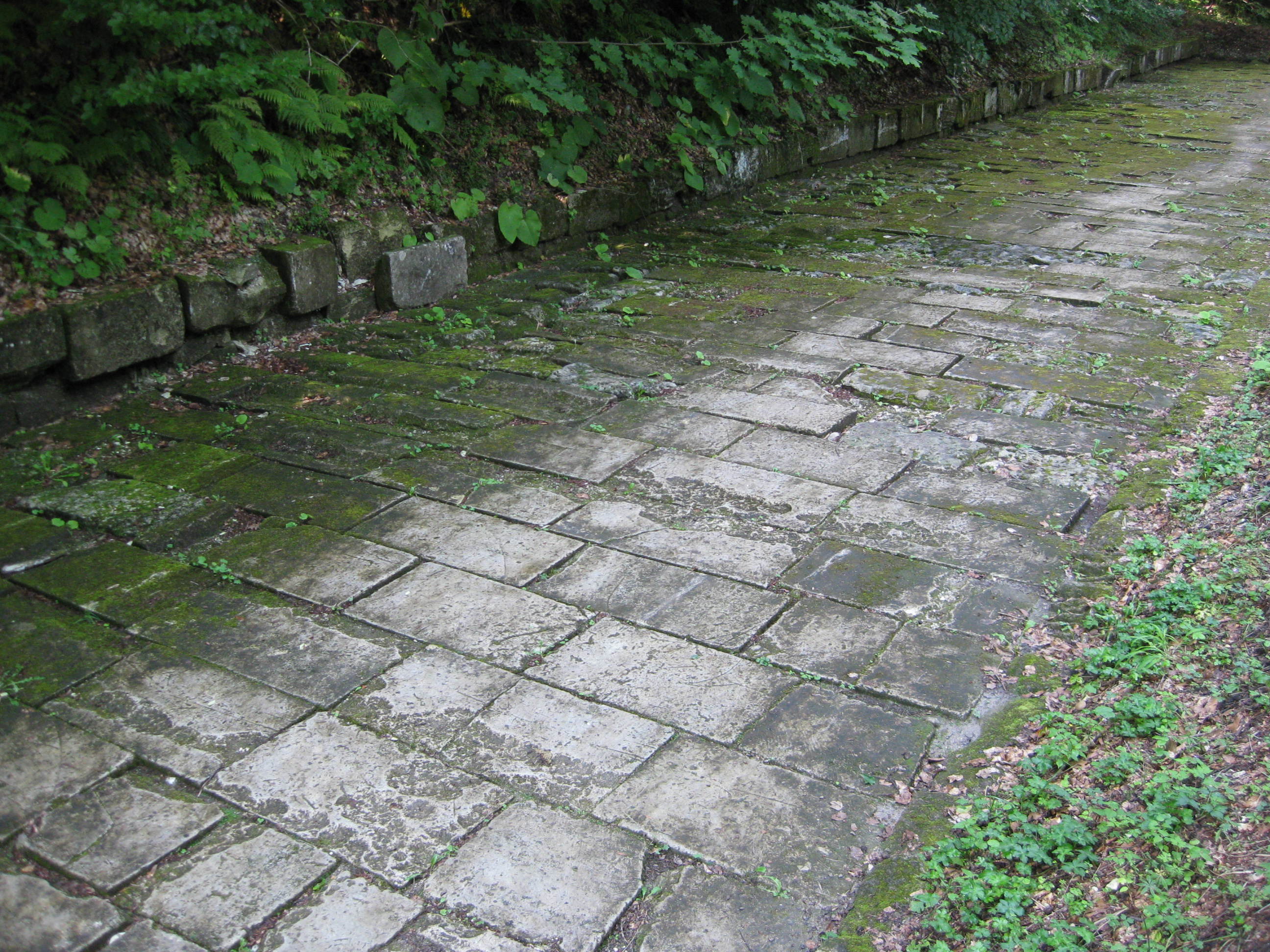
Carretera dàcia asfaltada, Sarmizegetusa Regia
Vista dels santuaris des de Sarmizegetusa Regia